# Жан-Ремі Моет
Жан-Ремі Моет(1758—1841) — французький винороб і торговець вином, який допоміг Дому Шампанського «Моет і Шандон» здобути міжнародну популярність. Він успадкував цей дім від свого діда, засновника дому, Клода Моета.

## Дружба з Наполеоном
Жан-Ремі Моет вперше зустрівся з Наполеоном Бонапартом у 1782 році у військовій академії Брієнн-ле-Шато, де Моет отримував замовлення для своєї компанії. Обидва підтримували дружні стосунки, які тривали до кінця життя. Навіть під час військових дій, Наполеон завжди знаходив можливість відвідати маєток Моета у Еперне, щоб придбати шампанське. Лише одного разу Наполеон не зміг приїхати, коли поспішав навперейми Герцогу Веллінгтону у битві під Ватерлоо.
Дружня допомога з боку Наполеона суттєво допомогла Дому Моет, тому, як винагороду, Моет збудував копію Великого Тріанону на території свого маєтку, де висіли роботи Жана-Батиста Ізабе, щоб Наполеон і імператриця Жозефіна могли тут відпочивати під час своїх візитів.
14 березня 1814 року, всього за кілька тижнів до того, як Париж впав під натиском військ Шостої коаліції, Наполеон залишався у маєтку свого друга і нагородив його Орденом Почесного легіону за його заслуги перед Францією у покращенні світової репутації французьких вин.

## Після падіння Наполеона
Після зречення Наполеона, регіон Шампань був зайнятий російськими солдатами. У відповідь на попередні завоювання Наполеона, на регіон Шампань наклали великий штраф і виплату контрибуції. Більшість підвалів шампанського були розграбовані. Для дому Моета це було особливо важким ударом, адже близько 600000 пляшок спорожнив російський табір. Замість того, щоб чинити опір, Моет сказав своїм друзям:
| Всі ті солдати, які гублять мене сьогодні, згодом стануть мені у великій пригоді. Я дозволяю їм пити все, що вони хочуть. Коли вони повернуться до себе на батьківщину, то стануть моїми найкращими клієнтами.[5] |
Слова Моета були пророчими — через кілька років Дім Моета пережив пік продаж і престижу. Клієнти з усього світу відвідували їхні підвали і робили покупки, зокрема і колишні вороги Наполеона — А́ртур Уе́лслі, 1-й герцог Ве́ллінгто́н, Фрідріх-Вільгельм III, Віллем II, Франц II та Олександр I.